# 상대론적 전자기학
상대론적 전자기학(relativistic electromagnetism)이란 전자기학을 고전적인 쿨롱 법칙과 특수상대론의 로렌츠 변환을 통해 해석하는 전자기학의 한 분야이다. 전자기적 현상을 해석하는데 있어서 로렌츠 변환을 사용한다면 자기적 효과를 전기적 효과의 상대론적 표현임을 확인할 수 있다.

## 아인슈타인의 해석
1953년 Albert Einstein은 Cleveland Physics Societ에서 자기장 속에서 발생하는 기전력이 실은 전기장에 의한 것이라는 사실을 증명하고자 한 것이 특수상대성 이론을 만드는 데 가장 큰 도움을 주었다고 말하였다. 아인슈타인의 이 말은 전기력과 자기력은 상보적인 관계에 있다는 것을 일깨워주고 있다.

## 도입
Purcell은 한 관성 기준계에서의 전기장이 이 기준계에 대해서 움직이고 있는 다른 관성 기준계에서 어떻게 보일지에 대해 의문을 제기하였고, 이는 움직이는 전하에 의한 장을 이해하는데 큰 도움이 되었다. 그는 정지 관성 기준계에서 시공간상의 전기장을 알고 있고, 이 기준계에 대해 등속으로 상대운동하고 있는 다른 관성기준계의 상대속도를 알고있다고 가정하면 다른 기준계에서의 전기장을 알 수 있다고 하였다.
이 가정에 따르면 정지 관성 기준계에서의 관측자는 정지한 자유전자들로부터 그 어떤 자기력도 받을 수 없지만, 움직이는 관측자에 대해서는 전하들이 전류를 만들어내기 때문에 자기장이 형성된다고 설명할 수 있다.

## 전류가 흐르는 도선에 의한 자기장[2]

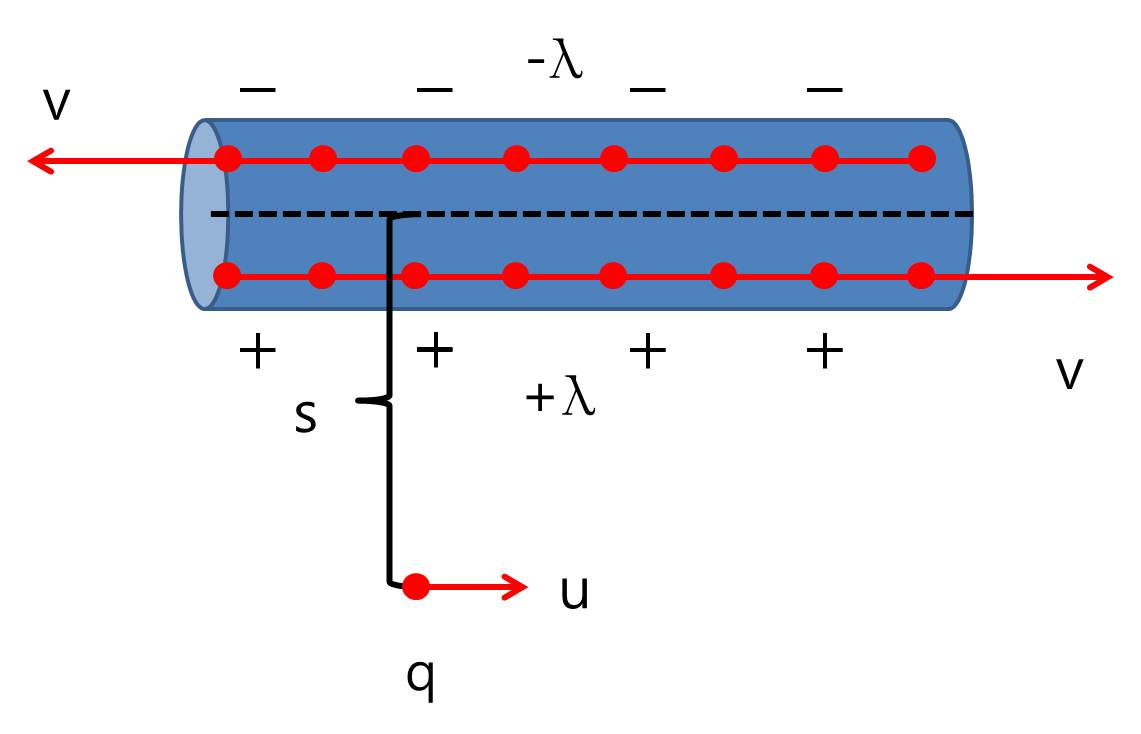
그림1 균일한 정상전류가 흐르는 곧은 무한 도선을 도선에 대해 정지한 관성기준계에서 관측할 경우.

이 글의 처음에도 설명하였듯이 고전적인 쿨롱법칙과 특수상대성 이론의 로렌츠 변환을 이용하면 자기력이 전기력의 상대론적 표현임을 확인할 수 있다고 하였다. 이 사실을 가장 쉽게 보여주는 예시가 바로 정상전류가 흐르는 도선이 만드는 자기장이다. 정상전류 I가 흐르는 무한 직선 도선으로부터 거리가 s만큼 떨어져 있는 지점에서 발생하는 자기장은 다음과 같다.
{\displaystyle B={\frac {\mu _{0}I}{2\pi s}}}
이제 이 자기장을 움직이고 있는 전하 q와 함께 움직이는 관성기준계에서 유도해볼 것이다.

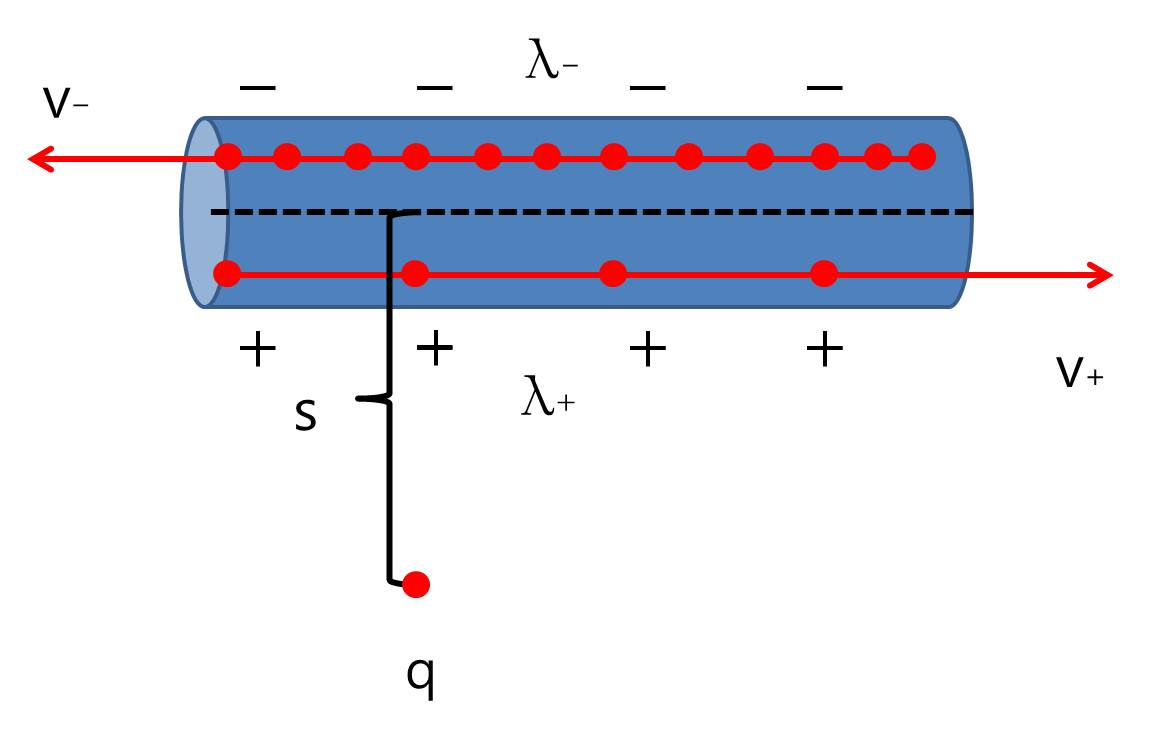
그림2 균일한 정상전류가 흐르는 곧은 무한 도선을 이에 대해 움직이는 전하의 관성기준계에서 보았을 경우.

그림1에서처럼 도선에 흐르는 정상전류는 +전하와 -전하가 (실제의 전자나 양성자를 말하는 것이 아니다.) 동일한 속력으로 서로 반대방향으로 움직이고 있는 상황으로 해석할 수 있으며, 그 때의 전류는 다음과 같다.
{\displaystyle I=2\lambda v}
또한 도선에 대해 정지한 관성기준계에서 보았을 때는 도선에 흐르는 양전하와 음전하의 속력이 서로 동일하지만 움직이는 전하 q의 관성기준계에서 보았을 때에는 양전하와 음전하의 상대속도가 변화하게 된다. q와 나란한 방향으로 움직이는 양전하의 속도는 정지한 기준계에서 본 양전하의 속도보다 감소하였기 때문에 양전하 사이의 길이가 늘어나게 되고, q와 반대 방향으로 움직이는 음전하의 속도는 정지한 기준계에서 본 음전하의 속도보다 증가하였기 때문에 음전하 사이의 길이가 줄어들게 된다. 따라서 이는 양전하와 음전하의 선밀도 {\displaystyle \lambda }에 변화를 주게 된다.
{\displaystyle v_{\pm }={\frac {v\mp u}{1\mp {\frac {uv}{c^{2}}}}}}
{\displaystyle \lambda _{\pm }=\pm (\gamma _{\pm })\lambda _{0}}
{\displaystyle \gamma _{\pm }={\frac {1}{\sqrt {1-{\frac {v_{\pm }^{2}}{c^{2}}}}}}}
하지만 {\displaystyle \lambda _{0}}는 단순히 {\displaystyle \lambda }가 아니라 양전하 혹은 음전하에 대해 정지한 기준계에서 관측하였을 때의 선밀도 이므로, 실제로 {\displaystyle \lambda _{0}}는 다음과 같이 셈한다.
{\displaystyle \lambda =\gamma \lambda _{0}}
{\displaystyle \gamma ={\frac {1}{\sqrt {1-{\frac {v^{2}}{c^{2}}}}}}}
따라서 결과적으로 {\displaystyle \lambda _{\pm }}를 다음과 같이 셈할 수 있다.
{\displaystyle \gamma _{\pm }=\gamma {\frac {1\mp {\frac {uv}{c^{2}}}}{\sqrt {1-{\frac {u^{2}}{c^{2}}}}}}}
즉 도선에 대해 정지한 계에서 보았을 때는 도선에 흐르는 양전하와 음전하의 선전하밀도가 서로 상쇄되어 알짜 선전하가 0이 되었지만, 움직이는 전하 q의 관성기준계에서 보았을 때에는 모두 상쇄되지 않고 알짜 선전하가 남게 되며 그 양은 다음과 같다.
{\displaystyle \lambda _{net}=\lambda _{0}(\gamma _{+}-\gamma _{-})={\frac {-2\lambda uv}{c^{2}{\sqrt {1-{\frac {u^{2}}{c^{2}}}}}}}}
따라서 움직이는 전하 q의 관성기준계에서 보았을 때, q에 작용하는 전기장은 알짜 선전하 {\displaystyle \lambda _{net}}가 흐르는 도전이 거리 s인 지점에 만드는 전기장이므로 이 기준계에서 작용하는 전기력은 다음과 같다.
{\displaystyle F'=qE=q{\frac {\lambda _{net}}{2\pi \epsilon _{0}s}}=-{\frac {\lambda v}{\pi \epsilon _{0}c^{2}s}}{\frac {qu}{\sqrt {1-{\frac {u^{2}}{c^{2}}}}}}}
이제 우리는 전하 q의 관성기준계에서 받는 힘을 도선에 대해 정지한 관성기준계에서 받는 힘으로 변환시켜줄 수 있다. 이 때 힘은 관성기준계의 속도 방향에 대해 수직이기 때문에 도선의 관성기준계에서의 힘은 다음과 같다.
{\displaystyle F={\sqrt {1-{\frac {u^{2}}{c^{2}}}}}F'=-{\frac {\lambda v}{\pi \epsilon _{0}c^{2}}}{\frac {qu}{s}}}
이제 이 식을 도선에서의 전류 I와 투자율에 대한 식으로 바꿔주면 우리는 고전적인 전자기 이론을 통해 얻은 자기장의 식을 그대로 얻을 수 있다.
{\displaystyle F=-qu({\frac {\mu _{0}I}{2\pi s}})}
따라서 우리는 자기장이 전기장의 상대론적 표현이라는 것을 확인하였다.

## 같이 보기
- 특수 상대성이론
- 리에나르-비헤르트 퍼텐셜